# Hayesville (Iowa)
Hayesville is een plaats (city) in de Amerikaanse staat Iowa en valt bestuurlijk gezien onder Keokuk County.

## Demografie
Bij de volkstelling in 2000 werd het aantal inwoners vastgesteld op 64. In 2006 is het aantal inwoners door het United States Census Bureau geschat op eveneens 64.

## Geografie
Volgens het United States Census Bureau beslaat de plaats een oppervlakte van 0,7 km², geheel bestaande uit land.

## Plaatsen in de nabije omgeving
De onderstaande figuur toont nabijgelegen plaatsen in een straal van 16 km rond Hayesville.